# プレストスクス科
プレストスクス科（プレストスクスか、Prestosuchidae）は、三畳紀に生息した動物食性主竜類の分類群。全長は2.5メートルから7メートルに達し、エリスロスクス科の後を継いで当時最大の主竜類の地位を占めており、当時の陸上生態系における頂点捕食者であった。体サイズや頭部・骨格の一部形態がエリスロスクス科のものに近い一方、効率的な足取りを示唆する直立姿勢やワニ型の足首関節を持つ点でより派生的であった。プレストスクス科は中期三畳紀から後期三畳紀前期にかけて繁栄し、化石がヨーロッパやインド、アフリカ（タンザニア）、アルゼンチン、ブラジルで発見されている。しかし、研究者の間ではグループの系統関係や下位分類群、そしてそもそもプレストスクス科が別個の科を構成するか否かについて長年に亘って意見が分かれている。
Nesbitt (2011)では、プレストスクス科はより派生的なラウイスクス科やワニ形類に繋がる偽鰐類の多系統群とされ、また分類群を特徴づける標徴形質も不十分であるとされた。後続研究ではプレストスクス科という分類群名がより限定された設定で再導入され、Prestosuchus、Saurosuchus、Luperosuchusを含む分岐群を指すとされた。しかしそれでも当該分岐群の有効性は不明であり、往々にして側系統群として扱われている。

## 分類
Charig (1957)はプレストスクス科を設立し、Mandasuchus、Prestosuchus、Spondylosomaを含めた。Romer (1967)はサウロスクスとラウイスクスをエリスロスクス科に分類し、PrestosuchusとProcerosuchusおよびMandasuchusをプレストスクス科に含めた。
プレストスクス科はしばしばラウイスクス科に含まれてきたが、単系統群である鷲竜類の姉妹群や、アエトサウルス科とラウイスクス科といったような基盤的・派生的偽鰐類の中間に位置する小規模な分岐群として位置づけられることもある。Parrish (1993)の系統解析では、プレストスクス科（Prestosuchus、Ticinosuchus、Saurosuchusを含む）はワニ形類・ポポサウルス科・ラウイスクス科・鷲竜類の外群に位置付けられた。大半のクラドグラムでは、プレストスクス科は植竜類やオルニトスクス科よりも派生的で、ポポサウルス科や鷲竜類よりも基盤的な位置に御置かれている。
Nesbitt (2011)はプレストスクス科を無関係の様々な偽鰐類からなる多系統群であるとした。例えば、Ticinosuchus側ワニ形類の姉妹群、プレストスクスとサウロスクスは基盤的ロリカタ類に位置付けられた。Nesbitt (2011)では、かつてプレストスクス科の定義に用いられていた形質の多くが様々な偽鰐類に存在することが示され、これにはParrish (1993)で用いられた足首の形質も含まれていた。Benton (2004)がプレストスクス科を定義する特徴として提唱した狭い三角形状の前眼窩窓もPostosuchus（ラウイスクス科）やDromicosuchus（ワニ形類）およびFasolasuchus（基盤的ロリカタ類）に確認された。

## グループの進化
プレストスクス科として知られる最初期の属はタンザニアのアニシアン階から産出したMandasuchusであり、当該の属は既に全長約4.75メートルの大型動物であった。Ticinosuchusは全長約2.5メートルのより小型の属であり、スイスとイタリア北部の中部三畳系（アニシアン～ランディアン階）から産出している。より大型の属では全長6メートルのBatrachotomusがドイツの中部三畳系最上部（ランディアン階）、Prestosuchusがブラジルの上部三畳系下部（カーニアン階）から産出している。 最後に、Saurosuchusもまた全長6～7メートルに達する巨大な動物食性動物であり、アルゼンチンの上部カーニアン階から産出している。
インドの中部三畳系から産出したYarasuchusはかつてプレストスクス科に分類されていたが、Nesbitt et al. (2017)の研究でAphanosauriaという鳥中足骨類（アヴェメタターサリア類）に置かれた。